# قوش‌تپه (شهرستان آق‌طلا)
قوش‌تپه (به لاتین: Kosh-Döbö) یک منطقهٔ مسکونی در قرقیزستان است که در منطقه نارین واقع شده‌است. قوش‌تپه ۴٬۴۸۳ نفر جمعیت دارد و ۲٬۱۷۶ متر بالاتر از سطح دریا واقع شده‌است.